# Parnara monasi
Parnara monasi is een vlinder uit de familie van de dikkopjes (Hesperiidae). De soort is voor het eerst wetenschappelijk beschreven als Pamphila monasi door Roland Trimen in een publicatie uit 1889.

## Verspreiding
De soort komt voor in tropisch Afrika waaronder Senegal, Gambia, Guinea-Bissau, Burkina Faso, Sierra Leone, Ivoorkust, Ghana, Benin, Nigeria, Kameroen, Gabon, Congo-Kinshasa, Oeganda, Kenia, Tanzania, Angola, Zambia, Mozambique, Botswana, Zimbabwe, Zuid-Afrika en Swaziland.

## Habitat
Het habitat bestaat uit moerassen, grazige oevers en rivierbossen binnen savannes.

## Waardplanten
De rups leeft op diverse soorten van de grassenfamilie (Poaceae) waaronder Andropogon canaliculatus, Hyparrhenia-soorten, Imperata cylindrica, Leersia hexandra, Oryza sativa en Saccharum soorten.